# Іваньський Врх (Горня Радгона)
Іваньський Врх (словен. Ivanjski Vrh) — поселення в общині Горня Радгона, Помурський регіон, Словенія. Висота над рівнем моря: 277,9